# Дискография R3hab
Дискография голландского диджея и продюсера R3hab состоит из двух студийных альбомов и 100 синглов, в том числе трех в качестве приглашенного исполнителя.

## Альбомы
| Название | Детали                                                                                             | Пиковые позиции в чартах |
| -------- | -------------------------------------------------------------------------------------------------- | ------------------------ |
| Trouble  | - Релиз: 15 сентября 2017 г. - Лейбл: R3hab Музыка - Формат: цифровая загрузка, потоковая передача | 9                        |
| The Wave | - Релиз: 24 августа 2018 г. - Лейбл: Cyb3rpvnk - Формат: цифровая загрузка, потоковая передача     | 10                       |

## Синглы
| Название                                                                       | Год  | Пиковые позиции в международных чартах | Пиковые позиции в международных чартах | Пиковые позиции в международных чартах | Пиковые позиции в международных чартах | Пиковые позиции в международных чартах | Пиковые позиции в международных чартах | Пиковые позиции в международных чартах | Пиковые позиции в международных чартах | Пиковые позиции в международных чартах | Пиковые позиции в международных чартах | Альбом                      |
| Название                                                                       | Год  | NLD                                    | BEL                                    | CAN                                    | DEN                                    | FRA                                    | GER                                    | NOR                                    | SWE                                    | UK                                     | US Dance                               | Альбом                      |
| ------------------------------------------------------------------------------ | ---- | -------------------------------------- | -------------------------------------- | -------------------------------------- | -------------------------------------- | -------------------------------------- | -------------------------------------- | -------------------------------------- | -------------------------------------- | -------------------------------------- | -------------------------------------- | --------------------------- |
| «Mrkrstft» (совместно c Hardwell)                                              | 2008 | —                                      | —                                      | —                                      | —                                      | —                                      | —                                      | —                                      | —                                      | —                                      | —                                      | Внеальбомные синглы         |
| «Blue Magic» (совместно c Hardwell)                                            | 2009 | —                                      | —                                      | —                                      | —                                      | —                                      | —                                      | —                                      | —                                      | —                                      | —                                      | Внеальбомные синглы         |
| «Fastevil» (совместно c Addy van der Zwan and Groeneveld)                      | 2009 | —                                      | —                                      | —                                      | —                                      | —                                      | —                                      | —                                      | —                                      | —                                      | —                                      | Внеальбомные синглы         |
| «Rock This Place»                                                              | 2009 | —                                      | —                                      | —                                      | —                                      | —                                      | —                                      | —                                      | —                                      | —                                      | —                                      | Внеальбомные синглы         |
| «Get Get Down» (совместно c Addy van der Zwan)                                 | 2009 | 68                                     | —                                      | —                                      | —                                      | —                                      | —                                      | —                                      | —                                      | —                                      | —                                      | Внеальбомные синглы         |
| «I Wanna»                                                                      | 2010 | —                                      | —                                      | —                                      | —                                      | —                                      | —                                      | —                                      | —                                      | —                                      | —                                      | Внеальбомные синглы         |
| «Pump the Party»                                                               | 2010 | —                                      | —                                      | —                                      | —                                      | —                                      | —                                      | —                                      | —                                      | —                                      | —                                      | Внеальбомные синглы         |
| «Keep Up for Your Love» (совместно c Ferruccio Salvo)                          | 2010 | —                                      | —                                      | —                                      | —                                      | —                                      | —                                      | —                                      | —                                      | —                                      | —                                      | Внеальбомные синглы         |
| «The Bottle Song»                                                              | 2011 | —                                      | —                                      | —                                      | —                                      | —                                      | —                                      | —                                      | —                                      | —                                      | —                                      | Внеальбомные синглы         |
| «Prutataaa» (совместно c Afrojack)                                             | 2011 | —                                      | —                                      | —                                      | —                                      | —                                      | —                                      | —                                      | —                                      | —                                      | —                                      | Внеальбомные синглы         |
| «Sending My Love» (совместно c Swanky Tunes featuring Max C)                   | 2011 | —                                      | —                                      | —                                      | —                                      | —                                      | —                                      | —                                      | —                                      | —                                      | —                                      | Внеальбомные синглы         |
| «Living for the City» (совместно c Shermanology)                               | 2012 | —                                      | —                                      | —                                      | —                                      | —                                      | —                                      | —                                      | —                                      | —                                      | —                                      | Внеальбомные синглы         |
| «A Night In» (совместно c EDC Orlando 2012 Anthem)                             | 2012 | —                                      | —                                      | —                                      | —                                      | —                                      | —                                      | —                                      | —                                      | —                                      | —                                      | Внеальбомные синглы         |
| «Skydrop» (совместно c ZROQ)                                                   | 2012 | —                                      | —                                      | —                                      | —                                      | —                                      | —                                      | —                                      | —                                      | —                                      | —                                      | Внеальбомные синглы         |
| «Do It» (Life in Color Anthem 2013) (совместно c David Solano)                 | 2013 | —                                      | —                                      | —                                      | —                                      | —                                      | —                                      | —                                      | —                                      | —                                      | —                                      | Внеальбомные синглы         |
| «Raise Those Hands» (совместно c Bassjackers)                                  | 2013 | —                                      | —                                      | —                                      | —                                      | —                                      | —                                      | —                                      | —                                      | —                                      | —                                      | Внеальбомные синглы         |
| «Revolution» (совместно c Nervo & Ummet Ozcan)                                 | 2013 | —                                      | 76                                     | —                                      | —                                      | 163                                    | —                                      | —                                      | —                                      | 37                                     | 31                                     | Внеальбомные синглы         |
| «Flight» (совместно c Steve Aoki)                                              | 2013 | —                                      | —                                      | —                                      | —                                      | —                                      | —                                      | —                                      | —                                      | —                                      | —                                      | Внеальбомные синглы         |
| «Rip It Up» (совместно c Lucky Date)                                           | 2013 | —                                      | —                                      | —                                      | —                                      | —                                      | —                                      | —                                      | —                                      | —                                      | —                                      | Внеальбомные синглы         |
| «Samurai (Go Hard)»                                                            | 2014 | —                                      | —                                      | —                                      | —                                      | —                                      | —                                      | —                                      | —                                      | —                                      | —                                      | Внеальбомные синглы         |
| «Flashlight» (совместно c Deorro)                                              | 2014 | —                                      | 104                                    | —                                      | —                                      | —                                      | —                                      | —                                      | —                                      | —                                      | 47                                     | Внеальбомные синглы         |
| «Androids»                                                                     | 2014 | —                                      | —                                      | —                                      | —                                      | —                                      | —                                      | —                                      | —                                      | —                                      | —                                      | Внеальбомные синглы         |
| «Unstoppable» (совместно c Eva Simons)                                         | 2014 | —                                      | —                                      | —                                      | —                                      | —                                      | —                                      | —                                      | —                                      | —                                      | —                                      | Beats of the Beautiful Game |
| «How We Party» (совместно c Vinai)                                             | 2014 | —                                      | —                                      | —                                      | —                                      | —                                      | —                                      | —                                      | —                                      | —                                      | 32                                     | Внеальбомные синглы         |
| «Ready for the Weekend» (совместно c Nervo & Ayah Marar)                       | 2014 | —                                      | 106                                    | —                                      | —                                      | —                                      | —                                      | —                                      | —                                      | —                                      | 46                                     | Внеальбомные синглы         |
| «Soundwave» (совместно c Trevor Guthrie)                                       | 2014 | —                                      | —                                      | 31                                     | —                                      | —                                      | —                                      | —                                      | —                                      | —                                      | —                                      | Внеальбомные синглы         |
| «Karate» (совместно c Kshmr)                                                   | 2014 | —                                      | —                                      | —                                      | —                                      | 84                                     | —                                      | —                                      | —                                      | —                                      | —                                      | Внеальбомные синглы         |
| «Phoenix» (совместно c Sander van Doorn)                                       | 2015 | —                                      | —                                      | —                                      | —                                      | —                                      | —                                      | —                                      | —                                      | —                                      | —                                      | Внеальбомные синглы         |
| «Tiger» (совместно c vs. Skytech & Fafaq)                                      | 2015 | —                                      | —                                      | —                                      | —                                      | —                                      | —                                      | —                                      | —                                      | —                                      | —                                      | Внеальбомные синглы         |
| «Won’t Stop Rocking» (совместно c Headhunterz)                                 | 2015 | —                                      | —                                      | —                                      | —                                      | —                                      | —                                      | —                                      | —                                      | —                                      | —                                      | Внеальбомные синглы         |
| «Strong» (совместно с Kshmr)                                                   | 2015 | —                                      | —                                      | —                                      | —                                      | —                                      | —                                      | —                                      | —                                      | —                                      | —                                      | Внеальбомные синглы         |
| «Hakuna Matata» (совместно с Hardwell)                                         | 2015 | —                                      | —                                      | —                                      | —                                      | —                                      | —                                      | —                                      | —                                      | —                                      | —                                      | Внеальбомные синглы         |
| «Get Up» (совместно с Ciara)                                                   | 2016 | —                                      | —                                      | —                                      | —                                      | —                                      | —                                      | —                                      | —                                      | —                                      | —                                      | Внеальбомные синглы         |
| «Near Me» (совместно с Burns)                                                  | 2016 | —                                      | —                                      | —                                      | —                                      | —                                      | —                                      | —                                      | —                                      | —                                      | —                                      | Внеальбомные синглы         |
| «Freak» (совместно с Quintino)                                                 | 2016 | 63                                     | —                                      | —                                      | —                                      | —                                      | —                                      | —                                      | —                                      | —                                      | —                                      | Внеальбомные синглы         |
| «Care» (совместно с Felix Snow & Madi)                                         | 2016 | —                                      | —                                      | —                                      | —                                      | —                                      | —                                      | —                                      | —                                      | —                                      | 36                                     | Внеальбомные синглы         |
| «Sakura»                                                                       | 2016 | —                                      | —                                      | —                                      | —                                      | —                                      | —                                      | —                                      | —                                      | —                                      | —                                      | Внеальбомные синглы         |
| «Wave» (совместно с Amber & Luna)                                              | 2016 | —                                      | —                                      | —                                      | —                                      | —                                      | —                                      | —                                      | —                                      | —                                      | —                                      | Внеальбомные синглы         |
| «Icarus»                                                                       | 2016 | —                                      | —                                      | —                                      | —                                      | —                                      | —                                      | —                                      | —                                      | —                                      | 23                                     | Trouble                     |
| «Everything» (совместно с Skytech)                                             | 2016 | —                                      | —                                      | —                                      | —                                      | —                                      | —                                      | —                                      | —                                      | —                                      | —                                      | Внеальбомные синглы         |
| «Trouble» (совместно с Vérité)                                                 | 2017 | —                                      | —                                      | —                                      | —                                      | —                                      | —                                      | —                                      | —                                      | —                                      | 26                                     | Trouble                     |
| «Hallucinations» (совместно с Ritual)                                          | 2017 | —                                      | —                                      | —                                      | —                                      | —                                      | —                                      | —                                      | —                                      | —                                      | —                                      | Trouble                     |
| «Marrakech» (совместно с Skytech)                                              | 2017 | —                                      | —                                      | —                                      | —                                      | —                                      | —                                      | —                                      | —                                      | —                                      | —                                      | Trouble                     |
| «Truth or Dare» (совместно с Little Daylight)                                  | 2017 | —                                      | —                                      | —                                      | —                                      | —                                      | —                                      | —                                      | —                                      | —                                      | 48                                     | Trouble                     |
| «Hold Me»                                                                      | 2017 | —                                      | —                                      | —                                      | —                                      | —                                      | —                                      | —                                      | —                                      | —                                      | —                                      | Trouble                     |
| «Killing Time» (совместно с Felix Cartal)                                      | 2017 | —                                      | —                                      | —                                      | —                                      | —                                      | —                                      | —                                      | —                                      | —                                      | —                                      | Trouble                     |
| «You Could Be» (совместно с Khrebto)                                           | 2017 | —                                      | —                                      | —                                      | —                                      | —                                      | —                                      | —                                      | —                                      | —                                      | 35                                     | Trouble                     |
| «I Just Can’t» (совместно с Quintino)                                          | 2017 | —                                      | —                                      | —                                      | —                                      | —                                      | —                                      | —                                      | —                                      | —                                      | 22                                     | Trouble                     |
| «Islands» (совместно с Kshmr)                                                  | 2017 | —                                      | —                                      | —                                      | —                                      | —                                      | —                                      | —                                      | —                                      | —                                      | —                                      | Внеальбомные синглы         |
| «Ain’t That Why» (совместно с Krewella)                                        | 2017 | —                                      | —                                      | —                                      | —                                      | —                                      | —                                      | —                                      | —                                      | —                                      | 23                                     | The Wave                    |
| «Lullaby» (совместно с Mike Williams)                                          | 2018 | —                                      | —                                      | —                                      | —                                      | —                                      | —                                      | 7                                      | 66                                     | —                                      | 27                                     | The Wave                    |
| «The Wave» (совместно с Lia Marie Johnson)                                     | 2018 | —                                      | —                                      | —                                      | —                                      | —                                      | —                                      | —                                      | —                                      | —                                      | 33                                     | The Wave                    |
| «Hyperspace» (совместно с Skytech)                                             | 2018 | —                                      | —                                      | —                                      | —                                      | —                                      | —                                      | —                                      | —                                      | —                                      | —                                      | Внеальбомные синглы         |
| «We Do» (совместно с Noah Neiman featuring Miranda Glory)                      | 2018 | —                                      | —                                      | —                                      | —                                      | —                                      | —                                      | —                                      | —                                      | —                                      | —                                      | The Wave                    |
| «Hold on Tight» (совместно с Conor Maynard)                                    | 2018 | —                                      | —                                      | —                                      | —                                      | —                                      | —                                      | —                                      | —                                      | —                                      | 23                                     | The Wave                    |
| «What You Do» (совместно с Skytech)                                            | 2018 | —                                      | —                                      | —                                      | —                                      | —                                      | —                                      | —                                      | —                                      | —                                      | —                                      | Внеальбомные синглы         |
| «How You’ve Been» (совместно с Quinn Lewis)                                    | 2018 | —                                      | —                                      | —                                      | —                                      | —                                      | —                                      | —                                      | —                                      | —                                      | 46                                     | The Wave                    |
| «Let It Go» (совместно с Skytech)                                              | 2018 | —                                      | —                                      | —                                      | —                                      | —                                      | —                                      | —                                      | —                                      | —                                      | —                                      | Внеальбомные синглы         |
| «Dana» (совместно с Ali B and Cheb Rayan featuring Numidia)                    | 2018 | —                                      | —                                      | —                                      | —                                      | —                                      | —                                      | —                                      | —                                      | —                                      | —                                      | Внеальбомные синглы         |
| «Wrong Move» (совместно с THRDL!FE featuring Olivia Holt)                      | 2018 | —                                      | —                                      | —                                      | —                                      | —                                      | —                                      | —                                      | —                                      | —                                      | —                                      | The Wave                    |
| «Tell Me It’s Ok» (совместно с Waysons)                                        | 2018 | —                                      | —                                      | —                                      | —                                      | —                                      | —                                      | —                                      | —                                      | —                                      | —                                      | The Wave                    |
| «Starflight» (совместно с Skytech)                                             | 2018 | —                                      | —                                      | —                                      | —                                      | —                                      | —                                      | —                                      | —                                      | —                                      | —                                      | Внеальбомные синглы         |
| «Radio Silence» (совместно с Jocelyn Alice)                                    | 2018 | —                                      | —                                      | —                                      | —                                      | —                                      | —                                      | —                                      | —                                      | —                                      | —                                      | The Wave                    |
| «Whiplash» (совместно с Kaela Sinclair)                                        | 2018 | —                                      | —                                      | —                                      | —                                      | —                                      | —                                      | —                                      | —                                      | —                                      | —                                      | The Wave                    |
| «Good Intentions» (совместно с Fabian Mazur featuring Lourdiz)                 | 2018 | —                                      | —                                      | —                                      | —                                      | —                                      | —                                      | —                                      | —                                      | —                                      | —                                      | The Wave                    |
| «Rumors» (совместно с Sofia Carson)                                            | 2018 | —                                      | —                                      | —                                      | —                                      | —                                      | —                                      | —                                      | —                                      | —                                      | —                                      | The Wave                    |
| «Up All Night» (совместно с MOTi featuring Fiora)                              | 2018 | —                                      | —                                      | —                                      | —                                      | —                                      | —                                      | —                                      | —                                      | —                                      | —                                      | Внеальбомные синглы         |
| «Take Me for a Ride» (совместно с Waysons)                                     | 2018 | —                                      | —                                      | —                                      | —                                      | —                                      | —                                      | —                                      | —                                      | —                                      | —                                      | Ikuzo                       |
| «Fuego» (совместно с Skytech)                                                  | 2018 | —                                      | —                                      | —                                      | —                                      | —                                      | —                                      | —                                      | —                                      | —                                      | —                                      | Внеальбомные синглы         |
| «All Into Nothing» (совместно с Mokita)                                        | 2018 | —                                      | —                                      | —                                      | —                                      | —                                      | —                                      | —                                      | —                                      | —                                      | —                                      | Внеальбомные синглы         |
| «Bad!»                                                                         | 2019 | —                                      | —                                      | —                                      | —                                      | —                                      | —                                      | —                                      | —                                      | —                                      | —                                      | Внеальбомные синглы         |
| «This Is How We Party» (совместно с Icona Pop)                                 | 2019 | —                                      | —                                      | —                                      | —                                      | —                                      | —                                      | —                                      | —                                      | —                                      | —                                      | Внеальбомные синглы         |
| «All Around the World (La La La)» (совместно с A Touch of Class)               | 2019 | 18                                     | 11                                     | —                                      | 31                                     | 63                                     | 29                                     | 31                                     | 62                                     | —                                      | 20                                     | Внеальбомные синглы         |
| «Don’t Give Up on Me» (совместно с Andy Grammer)                               | 2019 | —                                      | —                                      | —                                      | —                                      | —                                      | —                                      | —                                      | —                                      | —                                      | —                                      | Внеальбомные синглы         |
| «Don’t Give Up on Me Now» (совместно с Юлие Берган)                            | 2019 | —                                      | —                                      | —                                      | —                                      | —                                      | —                                      | —                                      | —                                      | —                                      | —                                      | Внеальбомные синглы         |
| «Alive» (совместно с Vini Vici, Pangea & Dego)                                 | 2019 | —                                      | —                                      | —                                      | —                                      | —                                      | —                                      | —                                      | —                                      | —                                      | —                                      | Внеальбомные синглы         |
| «Exhale» (совместно с Ella Vos)                                                | 2019 | —                                      | —                                      | —                                      | —                                      | —                                      | —                                      | —                                      | —                                      | —                                      | —                                      | Внеальбомные синглы         |
| «All Comes Back to You»                                                        | 2019 | —                                      | —                                      | —                                      | —                                      | —                                      | —                                      | —                                      | —                                      | —                                      | —                                      | Внеальбомные синглы         |
| «Flames» (совместно с Zayn and Jungleboi)                                      | 2019 | —                                      | —                                      | —                                      | —                                      | 124                                    | —                                      | —                                      | —                                      | —                                      | —                                      | Внеальбомные синглы         |
| «I Luv U» (совместно с Sofia Carson)                                           | 2019 | —                                      | —                                      | —                                      | —                                      | —                                      | —                                      | —                                      | —                                      | —                                      | 21                                     | Внеальбомные синглы         |
| «Let Me Down Slow» (совместно с New Hope Club)                                 | 2020 | —                                      | —                                      | —                                      | —                                      | —                                      | —                                      | —                                      | —                                      | —                                      | —                                      | New Hope Club               |
| «More Than OK» (совместно с Clara Mae & Frank Walker)                          | 2020 | —                                      | —                                      | —                                      | —                                      | —                                      | —                                      | —                                      | —                                      | —                                      | 22                                     | Внеальбомные синглы         |
| «Where You Wanna Be» (совместно с Elena Temnikova)                             | 2020 | —                                      | —                                      | —                                      | —                                      | —                                      | —                                      | —                                      | —                                      | —                                      | —                                      | Внеальбомные синглы         |
| «Creep» (совместно с Gattüso)                                                  | 2020 | —                                      | —                                      | —                                      | —                                      | —                                      | —                                      | —                                      | —                                      | —                                      | —                                      | Внеальбомные синглы         |
| «Good Example» (совместно с Andy Grammer)                                      | 2020 | —                                      | —                                      | —                                      | —                                      | —                                      | —                                      | —                                      | —                                      | —                                      | 23                                     | Внеальбомные синглы         |
| «911» (совместно с Timmy Trumpet)                                              | 2020 | —                                      | —                                      | —                                      | —                                      | —                                      | —                                      | —                                      | —                                      | —                                      | —                                      | Внеальбомные синглы         |
| «Be Okay» (совместно с Hrvy)                                                   | 2020 | —                                      | —                                      | —                                      | —                                      | —                                      | —                                      | —                                      | —                                      | —                                      | —                                      | Can Anybody Hear Me?        |
| «Bésame (I Need You)» (совместно с Tini and Reik)                              | 2020 | —                                      | —                                      | —                                      | —                                      | —                                      | —                                      | —                                      | —                                      | —                                      | —                                      | Внеальбомные синглы         |
| «Miss U More Than U Know» (совместно с Sofia Carson)                           | 2020 | —                                      | —                                      | —                                      | —                                      | —                                      | —                                      | —                                      | —                                      | —                                      | —                                      | Внеальбомные синглы         |
| «I Can Feel Alive» (совместно с Amba Shepherd)                                 | 2020 | —                                      | —                                      | —                                      | —                                      | —                                      | —                                      | —                                      | —                                      | —                                      | —                                      | Внеальбомные синглы         |
| «Thinking About You» (совместно с Winona Oak)                                  | 2020 | —                                      | —                                      | —                                      | —                                      | —                                      | —                                      | —                                      | —                                      | —                                      | —                                      | Внеальбомные синглы         |
| «Party Girl»                                                                   | 2020 | —                                      | —                                      | —                                      | —                                      | —                                      | —                                      | —                                      | —                                      | —                                      | —                                      | Внеальбомные синглы         |
| «Smells Like Teen Spirit» (совместно с Amba Shepherd)                          | 2020 | —                                      | —                                      | —                                      | —                                      | —                                      | —                                      | —                                      | —                                      | —                                      | —                                      | Внеальбомные синглы         |
| «Love in the Morning» (совместно с Thutmose & Rema)                            | 2020 | —                                      | —                                      | —                                      | —                                      | —                                      | —                                      | —                                      | —                                      | —                                      | —                                      | Внеальбомные синглы         |
| «Family Values» (совместно с Nina Nesbitt)                                     | 2020 | —                                      | —                                      | —                                      | —                                      | —                                      | —                                      | —                                      | —                                      | —                                      | —                                      | Внеальбомные синглы         |
| «Am I the Only One» (совместно с Astrid S and Hrvy)                            | 2020 | —                                      | —                                      | —                                      | —                                      | —                                      | —                                      | —                                      | —                                      | —                                      | —                                      | Внеальбомные синглы         |
| «One Love» (совместно с Now United)                                            | 2020 | —                                      | —                                      | —                                      | —                                      | —                                      | —                                      | —                                      | —                                      | —                                      | —                                      | Внеальбомные синглы         |
| «One More Dance» (совместно с Alida)                                           | 2020 | —                                      | —                                      | —                                      | —                                      | —                                      | —                                      | —                                      | —                                      | —                                      | —                                      | Внеальбомные синглы         |
| «Dream of You» (совместно с Chungha)                                           | 2020 | —                                      | —                                      | —                                      | —                                      | —                                      | —                                      | —                                      | —                                      | —                                      | —                                      | Querencia                   |
| «Ones You Miss»                                                                | 2020 | —                                      | —                                      | —                                      | —                                      | —                                      | —                                      | —                                      | —                                      | —                                      | 30                                     | Внеальбомный сингл          |
| «Santa Claus Is Coming To Town» (совместно с Dimitri Vegas & Like Mike)        | 2020 | —                                      | —                                      | —                                      | —                                      | —                                      | —                                      | —                                      | —                                      | —                                      | —                                      | Home Alone Christmas EP     |
| «Fendi» (совместно с Rakhim & Smokepurpp)                                      | 2021 | —                                      | —                                      | —                                      | —                                      | —                                      | —                                      | —                                      | —                                      | —                                      | —                                      | Внеальбомные синглы         |
| «Ringtone» (совместно с Fafaq & DNF)                                           | 2021 | —                                      | —                                      | —                                      | —                                      | —                                      | —                                      | —                                      | —                                      | —                                      | —                                      | Внеальбомные синглы         |
| «Distant Memories» (совместно с Timmy Trumpet & W&W)                           | 2021 | —                                      | —                                      | —                                      | —                                      | —                                      | —                                      | —                                      | —                                      | —                                      | —                                      | Внеальбомные синглы         |
| «Stars Align» (совместно с Jolin Tsai)                                         | 2021 | —                                      | —                                      | —                                      | —                                      | —                                      | —                                      | —                                      | —                                      | —                                      | —                                      | Внеальбомные синглы         |
| «Distant Memory» (совместно с Timmy Trumpet & W&W)                             | 2021 | —                                      | —                                      | —                                      | —                                      | —                                      | —                                      | —                                      | —                                      | —                                      | —                                      | Внеальбомные синглы         |
| «Sorry I Missed Your Call» (совместно с Fafaq & Dnf)                           | 2021 | —                                      | —                                      | —                                      | —                                      | —                                      | —                                      | —                                      | —                                      | —                                      | —                                      | Внеальбомные синглы         |
| «Close To You» (совместно с Andy Grammar)                                      | 2021 | —                                      | —                                      | —                                      | —                                      | —                                      | —                                      | —                                      | —                                      | —                                      | —                                      | Внеальбомные синглы         |
| «Pues» (совместно с Luis Fonsi & Sean Paul)                                    | 2021 | —                                      | —                                      | —                                      | —                                      | —                                      | —                                      | —                                      | —                                      | —                                      | —                                      | Внеальбомные синглы         |
| «Downtown» (совместно с Kelvin Jones)                                          | 2021 | —                                      | —                                      | —                                      | —                                      | —                                      | —                                      | —                                      | —                                      | —                                      | —                                      | Внеальбомные синглы         |
| «The Portrait (Ooh La La)» (совместно с Gabry Ponte)                           | 2021 | —                                      | —                                      | —                                      | —                                      | —                                      | —                                      | —                                      | —                                      | —                                      | —                                      | Внеальбомные синглы         |
| «Runaway» (совместно с Sigala & JP Cooper)                                     | 2021 | —                                      | —                                      | —                                      | —                                      | —                                      | —                                      | —                                      | —                                      | —                                      | 23                                     | Внеальбомные синглы         |
| «Sad Boy» (совместно с Jonas Blue feat. Ava Max & Kylie Cantrall)              | 2021 | —                                      | —                                      | —                                      | —                                      | —                                      | —                                      | —                                      | —                                      | —                                      | 17                                     | Внеальбомные синглы         |
| «Call Me» (совместно с Gabry Ponte & Timmy Trumpet)                            | 2022 | —                                      | —                                      | —                                      | —                                      | —                                      | —                                      | —                                      | —                                      | —                                      | —                                      | Внеальбомные синглы         |
| «Shooting Darts» (совместно с Dimitri Vegas & Like Mike и Prezioso)            | 2022 | —                                      | —                                      | —                                      | —                                      | —                                      | —                                      | —                                      | —                                      | —                                      | —                                      | Внеальбомные синглы         |
| «Love We Lost» (совместно с Armin van Buuren & Simon Ward)                     | 2022 | —                                      | —                                      | 66                                     | —                                      | —                                      | —                                      | —                                      | —                                      | —                                      | 33                                     | Feel Again, Pt. 1           |
| «Saved My Life» (совместно с Andy Grammer)                                     | 2022 | —                                      | —                                      | —                                      | —                                      | —                                      | —                                      | —                                      | —                                      | —                                      | —                                      | The Art of Joy              |
| «Sway My Way» (совместно с Amy Shark)                                          | 2022 | —                                      | —                                      | —                                      | —                                      | —                                      | —                                      | —                                      | —                                      | —                                      | 50                                     | Внеальбомные синглы         |
| «Worlds on Fire» (совместно с Afrojack и Au/Ra)                                | 2022 | —                                      | —                                      | —                                      | —                                      | —                                      | —                                      | —                                      | —                                      | —                                      | 44                                     | Внеальбомные синглы         |
| «—» обозначает запись, которая не попал в чарты не издавался в данном регионе. |      |                                        |                                        |                                        |                                        |                                        |                                        |                                        |                                        |                                        |                                        |                             |

## Гостевое участие
| Название         | Год  | Другие исполнители    | Альбом                 |
| ---------------- | ---- | --------------------- | ---------------------- |
| «You'll Be Mine» | 2012 | Хавана Браун          | When the Lights Go Out |
| «Big Banana»     | 2012 | Хавана Браун, Prophet | When the Lights Go Out |
| «Power»          | 2017 | EXO                   | The War                |

## Ремиксы
- The Chainsmokers — Something Just Like This (R3HAB Remix)
- The Chainsmokers — Closer (R3HAB Remix)
- Marshmello & Anne-Marie — Friends (R3HAB Remix)
- Calvin Harris — Blame (R3HAB Trap Remix)
- Calvin Harris — This Is What You Came For (R3HAB Remix)
- Calvin Garris — Summer (R3HAB & Ummet Ozcan Remix)
- Zara Larsson — I Would Like (R3HAB Remix)
- Zara Larsson — Ain't My Fault (R3HAB Remix)
- Rita Ora — Anywhere (R3HAB Remix)
- David Guetta — 2U (feat. Justin Bieber) (R3HAB Remix)
- Kygo — First Time (R3HAB Remix)
- Bruno Mars — 24K Magic (R3HAB Remix)
- Mr. Probz — Space For Two (R3HAB Remix)
- 5 Seconds Of Summer — Youngblood (R3HAB Remix)
- Steff de Campo & SMACK! — Count That (feat. Kiyoshi) (R3HAB Edit)
- R3HAB & Sofia Carson — Rumors (R3HAB & Skytech vs. Marvelus Fame Remix)
- Jason Derulo & David Guetta feat. Nicki Minaj & Willy William — Goodbye (R3HAB Remix)
- KAZKA — CRY (R3HAB Remix)
- For King & Country — Burn The Ships (R3HAB Remix)